# Gorham, Maine
Gorham är en kommun i Cumberland County i delstaten Maine, USA.